# غاريث وليامز (لاعب كريكت)
غاريث وليامز (12 ديسمبر 1973 في المملكة المتحدة - ) (بالإنجليزية: Gareth Williams)‏ هو لاعب كريكت بريطاني.